# Massimo Gobbi
Massimo Gobbi (ur. 31 stycznia 1980 w Mediolanie) – włoski piłkarz, występujący na pozycji pomocnika.
W reprezentacji Włoch rozegrał 1 mecz 16 sierpnia 2006 z Chorwacją, zmieniając w 75 minucie Massimo Ambrosiniego. Karierę zaczynał w klubie Serie C2 Pro Sesto, skąd w 1999 przeniósł się do drugoligowego Treviso. W 2001 został wypożyczony do czwartoligowego Giugliano, a rok później do trzecioligowego AlbinoLeffe, z którym wygrał ligowe rozgrywki i awansował do Serie B. W 2004 Gobbi przeniósł się do grającego w Serie A Cagliari Calcio, a po 2 latach trafił do Fiorentiny. 18 sierpnia 2010 Gobbi odszedł do Parmy. Tam spędził 5 sezonów, po czym w 2015 roku został nowym zawodnikiem Chievo Werony. W 2018 roku powrócił do Parmy.

## Statystyki
stan na 15 lutego 2019
| Lata gry  | Klub          | Liga     | Mecze | Gole |
| --------- | ------------- | -------- | ----- | ---- |
| 1998–1999 | Pro Sesto     | Serie C2 | 6     | 0    |
| 1999–2001 | Treviso       | Serie B  | 5     | 0    |
| 2001–2002 | Giugliano     | Serie C2 | 32    | 5    |
| 2002–2003 | AlbinoLeffe   | Serie C1 | 30    | 7    |
| 2003–2004 | Treviso       | Serie B  | 43    | 5    |
| 2004–2006 | Cagliari      | Serie A  | 71    | 5    |
| 2006–2010 | Fiorentina    | Serie A  | 81    | 2    |
| 2010–2015 | Parma         | Serie A  | 155   | 4    |
| 2015–2018 | Chievo Werona | Serie A  | 88    | 1    |
| od 2018   | Parma         | Serie A  | 11    | 0    |